# Sacerdos Cereris
Sacerdos Cereris eller sacerdos Cerealis var titeln för gudinnan Ceres prästinna i antikens Rom. Cereskulten var en statlig kult, och Ceresprästinnorna var tillsammans med vestalerna de enda kvinnliga prästerskapet bland de offentligt finansierade romerska statskulterna. Till skillnad från vestalerna var de dock inte heltidsanställda, något inget annat prästerskap än vestalerna var. 
Demeter och Persefone dyrkades i Rom som Ceres och Proserpina i sina egna versioner av Thesmoforia (sacrum anniversarium) och Eleusinska mysterierna (initia Ceres), där romerska matronor och deras döttrar offrade en sugga och återspelade dramat mellan gudinnan och hennes dotter.
Kulten sköttes av prästinnor av grekisk börd från Neapel och Elea, som fick romerskt medborgarskap och en hög ställning i Rom, där de var de enda kvinnliga präster förutom vestalerna som var anställda vid en statlig kult.